# Formica insultans
Formica insultans é uma espécie de formiga do gênero Formica, pertencente à subfamília Formicinae.